# タノン海峡

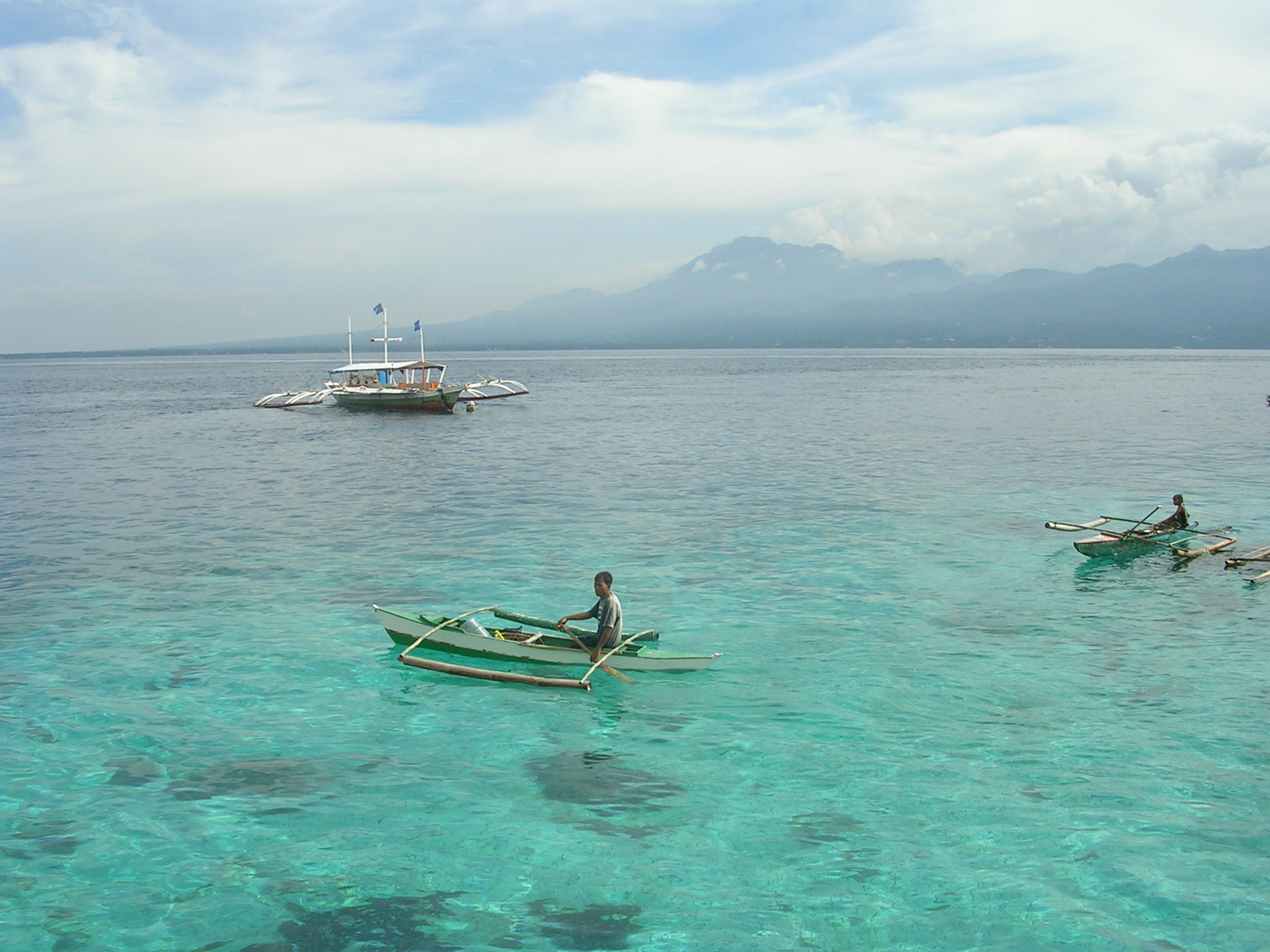

タノン海峡（タノンかいきょう、Tanon Strait）は、フィリピン中部のネグロス島とセブ島の間にある海峡で、北にビサヤン海、南にミンダナオ海（ボホール海）と繋がっている。沿岸の主な都市は、サンカルロス、バイス、タンハイ、ドゥマゲテ、トレドがある。
座標: 北緯10度12分 東経123度24分 / 北緯10.200度 東経123.400度